# The Amazing Spider-Man (TV-serie)
The Amazing Spider-Man är en amerikansk TV-serie som ursprungligen spelades i CBS under perioden 19 april 1977–6 juli 1979. Den bestod av 13 avsnitt, inklusive en inledande film från 1977; fem entimmesavsnitt under tidigt 1978, och sex entimmesavsnit från sent 1978-tidigt 1979 och slutligen ett avslutande tvåtimmarsavsnitt som sändes i mitten av 1979. De flesta avsnitt blev senare tillgängliga på VHS. Fastän serien utspelar sig i New York, spelades den främst in i Los Angeles.

## Rollista
- Nicholas Hammond som Peter Parker/Spider-Man
- David White som J. Jonah Jameson (pilotavsnitt)
- Robert F. Simon som J. Jonah Jameson (serie)
- Chip Fields som Rita Conway
- Michael Pataki som Capt. Barbera (pilotavsnitt och säsong 1)
- Ellen Bry som Julie Masters (säsong 2)

### Fotnoter
1. ↑  ”Spider-Man on TV”. IGN. http://uk.tv.ign.com/articles/785/785521p2.html. Läst 9 september 2010.